# Álvaro Peña-Rojas
Álvaro Peña-Rojas (Valparaíso, Chile, 7 de diciembre de 1943), es un cantautor chileno, conocido como "el primer punk de Chile".

## Vida y obra
Álvaro Peña-Rojas hace música desde 1962 (rock and roll y luego bebop).
Participó en la campaña electoral de Salvador Allende. Finalmente, tras el Golpe de Estado del 73, se radica en Inglaterra. Junto a Joe Strummer fundó la banda de punk The 101'ers. 
Para diferenciarse del jazz de esos tiempos, dominado principalmente por la escena estadounidense, Álvaro se distancia del saxo y se acerca al piano y la flauta y participa en la fundación de Squeaky Shoes Records, uno de los primeros sellos independientes. 
Desde entonces hace su propia música, resistiendo clasificaciones estilísticas. En su música y líricas, Peña-Rojas se apropia, en forma cruda, directa y anárquica, de la vitalidad del día a día, tal y como ésta se le aparece. Sus canciones minimalistas están llenas de poesía, amargo sarcasmo, vida y un humor sutil. Álvaro parece reencontrarse con el oficio musical con cada canción, pero con musicalidad genuina.
Álvaro vive en Constanza (Alemania) desde 1979 y realiza conciertos ocasionales con diferentes músicos.
Se hizo vegetariano desde la década de los 70 al conocer el maestro de bhakti yoga hindú Srila Prabhupada,[cita requerida] además no bebe, no fuma, ni utiliza ningún tipo de droga. Apoya además campañas de defensa de los animales como La Revolución de la Cuchara.

## Discografía
Álbumes de estudio
- Drinkin My Own Sperm 12" (1977, Squeaky Shoes Records)
- Mums Milk Not Powder 12" (1979, Squeaky Shoes Records)
- The Working C£ass 12" (1980, Squeaky Shoes Records)
- Repetition Kills 12" (1982, Squeaky Shoes Records)
- Reaching for the Masses tape (1986, The Good Life)
- Is the Garment Ready? 12" (1988, Squeaky Shoes Records)
- Alvaro the Chilean with the Singing Nose tape (1991, Squeaky Shoes Records)
- Südamerikanische Schnulzen tape (1994, Squeaky Shoes Records) – También llamado Boleros.
- Alvaro en Valparaíso CD (2003, Squeaky Shoes Records)
- Valparaíso / The Musical CD (2004, Squeaky Shoes Records)
- 8 Fingers CD (2006, Squeaky Shoes Records)
- The Tongue CD (2008, Squeaky Shoes Records)
- Seventy Years Old CDr / 12" (2013, Squeaky Shoes Records) – También llamado Mañana.
- Alvaro the Chilean with the Singing Nose 12" (2016, Squeaky Shoes Records)
- Singing in the Shower CDr (2018, Squeaky Shoes Records)
- E.Y. digital (2018)
- Lost & Found 1977 CDr (2019, Squeaky Shoes Records)

Álbumes en vivo
- In Berlin 10" (1995, TOAStER iM TeSt)
- Live at WFMU on Brian's Show on 11/18/2003 digital (2008)
- Live in Brusels 12" (2017, Feeding Tube Records)
- En Santiagö CDr (2019, Squeaky Shoes Records)
- Off Best en E. Y. digital (2019)
- Lost and Found (Live in London 1983) digital (2021, Squeaky Shoes Records)
- The Complete U.S.A. Tour 1990 digital (2021, Squeaky Shoes Records)

EPs
- The Chilean With The Singing Nose tape (1980, Squeaky Shoes Records)
- Four Sad Songs (Four Of Alvaro's Best Weepers Never Recorded Before) tape (1981, Squeaky Shoes Records)
- Six Plain Songs tape (1988, Squeaky Shoes Records)
- 1, 2, 3, 4 CDr (2000, Squeaky Shoes Records) – Junto a Jens-Peter Volk.
- 5, 6, 7, 8 CDr (2001, Squeaky Shoes Records) – Junto a Jens-Peter Volk.
- Darlings CDr (2014, Squeaky Shoes Records)
- I Am a Coward CDr (2016, Squeaky Shoes Records) – También llamado Seven Books.
- Lounge CDr (2017, Squeaky Shoes Records)
- Es Tan Linda CDr / 12" (2019, Squeaky Shoes Records / Perros Con Tiña)
- Demo New York '06 digital (2020, Squeaky Shoes Records)
- Experimentos + Otros digital (2022, Squeaky Shoes Records) – Grabado en 2014.

Singles
- "Drinking My Own Sperm / Green Velvet Suit" 7" (1978, Squeaky Shoes Records)
- "Ich Hab Meinen Mann Auf Dem Flohmarkt Gefunden" tape (1982, Squeaky Shoes Records) – Bajo el alias Die fünf Sorglosen.
- "Mariposa / Men Don't Cry They Sing" 7" (1985, Squeaky Shoes Records)
- "Hiroshima / Hirohito" (1987, Squeaky Shoes Records)
- "Strong as a Bull (The Vegetarian Single)" (1987, Squeaky Shoes Records)
- "The Squeak / It's Very Very Very" 7" (1989, Squeaky Shoes Records)
- "Men Don't Cry, They Sing / Perfection is Boring" 7" (1992, Hard Disc International) – Junto a Toshiyuki Hiraoka.
- "50 Years Alvaro / Watching the Fridge Defrost" 7" (1993, Squeaky Shoes Records)
- "Hey Taxi Take Me To Heaven / The Steam Of The Kettle" 7" (2005, Squeaky Shoes Records)
- "M.P.E." 7" (2007, Squeaky Shoes Records)
- "My Friend Joe / The Bank Snatchers" CD / 7" (2012, Oveja Negra) – Junto a Fatiga De Material.
- "Café Con Pierna" CDr (2014, Squeaky Shoes Records)
- "Amor de Martes / Lejos de Mi" CDr (2014, Squeaky Shoes Records)
- "Candy Floss / Rendezvous" CDr (2016, Squeaky Shoes Records)
- "Would You Marry Her? / Green Velvet Suit" CDr (2019, Squeaky Shoes Records) – Grabado en 1980.

Álbumes compilatorios
- 25 Years of Demo Cassettes CDr  (1999, Squeaky Shoes Records)
- Las Canciones de Alvaro Peña – Antología CD boxset (2008, Squeaky Shoes Records)
- 1978 tape (2014, No Basement Is Deep Enough)
- Transitional Music CD (2014, Squeaky Shoes Records)

## Videografía
Álbumes en vídeo
- The Clip: Please Do Not Adjust Your Set (1987)
- Konstanz Lake (2004)
- Full Dedication Alvaro DVD (2008, Birds & Bells Filmproduktion)